# Меїр Айзенштедтер

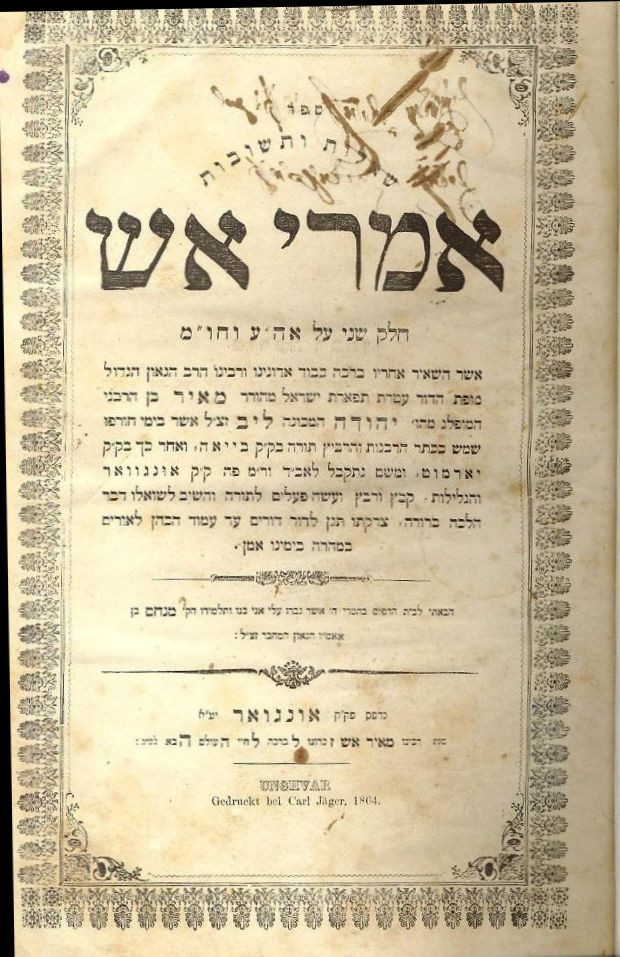
«Імрей Аш» Титульний аркуш видання 1864 року

Меїр Айзенштедтер (Meir ben Judah Leib Eisenstädter, 1780—1852) — угорський рабин, талмудист, пайтан (літургійний поет) і голова великої єшиви в Угорщині. Він найбільш відомий як автор книги «Імрей Аш» («Слова вогню»), збірки його відповідей, опублікованої його сином у 1864 році. Айзенштедтер був також відомий як Махарам Аш (івритське скорочення від «Морену га-Рав Меїр Айзенштадт», що означає «наш вчитель, рабин Меїр Айзенштадт»), Меїр Гярмат і Меїр Унгвар після його пізніших рабинств.

## Життєвий шлях
Народився у 1970 році в місті Шосбург і виріс в Кісмартоні (нині Айзенштадт, Австрія) в родині рабина Єгуди Лейба, який служив там як громадський емісар. Спочатку він навчався у свого батька та у рабина Рафаеля Маглагова Ха Даяна в Айзенштадті, а пізніше він був одним із перших учнів Хахата М. Зофера в місті Маттерсбургзі, а потім у Братиславі, і вважається одним із його найбільших учнів. У 1772 році він одружився з Ханною, донькою рабина Давида Дойча.
У 1807 році Айзенштедтер був покликаний до рабинату Бая, де керував великою єшивою. Він був близьким другом рабина Гьотца Шверіна Кона, який згодом став головним рабином округу Бач. Коли тесть Шверіна розорився, що змусило Шверіна шукати рабинату, Айзенштедтер добровільно передав йому посаду в Баї, а сам, за рекомендацією Шатам Софера, отримав місце в Балашадьярматі, де служив з 1815 по 1835 рік. У 1835 році він переїхав до Унгвара, де обіймав посаду головного рабина у великій єшиві до самої смерті.
Айзенштедтер помер 16 січня 1852 (24 тевета, 5612). Його син Менахем змінив його на посаді голови єшиви.

## Праці
Основний твір Айзенштадтера називається «Імрей Аш» («Слова вогню»). Назва — це каламбур від абревіатури Айзенштадт, оскільки Аш означає «вогонь» на івриті. Імрей Аш містить його респонсу (рабинські відповіді на галахічні, тобто єврейські релігійні питання) і був опублікований його сином у двох частинах.
Інші роботи:
- «Імрей Йошер» («Слова чесності») складався з проповідей і був опублікований у Ungvár у 1864 році.
- «Імрей Біна» («Слова мудрості») — галахічна новела про седерів Мо'еда та Нашіма . Він був опублікований у 1866 році.
- «Імрей Аш» коментарі та примітки до щотижневої частини Тори та Агади на Песах.